# Matrimonio igualitario en Tlaxcala
El matrimonio entre personas del mismo sexo es legal en Tlaxcala desde el 25 de diciembre de 2020. La legislación para legalizar el matrimonio entre personas del mismo sexo fue aprobada por el Congreso del Estado de Tlaxcala el 8 de diciembre de 2020 por 16 votos contra 3 y entró en vigor el 25 de diciembre. Tlaxcala también reconoce las uniones civiles, que otorgan varios de los derechos y beneficios del matrimonio, tanto para parejas del mismo sexo como para parejas del mismo sexo desde el 12 de enero de 2017.

## Historia jurídica

### Antecedentes
La Suprema Corte de Justicia de la Nación dictaminó el 12 de junio de 2015 que las prohibiciones estatales del matrimonio entre personas del mismo sexo son inconstitucionales en todo el país. El fallo del tribunal se considera una "tesis jurisprudencial" y no invalida las leyes estatales, lo que significa que las parejas del mismo sexo a las que se les niega el derecho a casarse aún tendrían que buscar amparos individuales en los tribunales. El fallo estandarizó los procedimientos para que jueces y tribunales de todo México aprueben todas las solicitudes de matrimonios entre personas del mismo sexo e hizo que la aprobación fuera obligatoria. El tribunal basó su decisión en los artículos 1 y 4 de la Constitución de México. El artículo 1 de la Constitución establece que "toda forma de discriminación, basada en el origen étnico o nacional, el género, la edad, la discapacidad, la condición social, las condiciones médicas, la religión, las opiniones, la orientación sexual, el estado civil o cualquier otra forma, que viole la dignidad humana o pretenda anular o disminuir los derechos y libertades de las personas, está prohibida", mientras que el artículo 4 respeta la igualdad matrimonial: "El hombre y la mujer son iguales ante la ley. La ley protegerá la organización y el desarrollo de la familia".
A finales de junio de 2015, quince parejas del mismo sexo solicitaron licencias de matrimonio en las oficinas del registro civil del estado, pero todas fueron rechazadas. Con ayuda de la Comisión Estatal de Derechos Humanos interpusieron amparos ante los tribunales. El 27 de noviembre de 2015, un tribunal federal concedió un amparo a una de las parejas. Su matrimonio, que fue el primer matrimonio entre personas del mismo sexo en Tlaxcala, se llevó a cabo el 18 de enero de 2016 en Ixtenco. El amparo sólo fue concedido después de que la Comisión intercediera a su favor.

### Acción legislativa

#### Uniones civiles
En febrero de 2014, la diputada Eréndira Montiel Jiménez, del Partido de la Revolución Democrática (PRD), prometió presentar un proyecto de ley de uniones civiles al Congreso de Tlaxcala. La legislación propuesta, presentada el 3 de abril de 2014, delineaba el marco legal para una forma de convivencia "que tiene por objeto el matrimonio o el concubinato". El 29 de diciembre de 2016 el Congreso aprobó el proyecto de ley de convivencia por 18 votos contra 4. Dos diputados del Partido Acción Nacional (PAN) se retiraron en protesta durante la votación. El proyecto de ley estableció una institución llamada «sociedad de convivencia solidaria», que otorga a las parejas del mismo sexo y del sexo opuesto muchos de los derechos y obligaciones del matrimonio. La ley fue publicada en el Diario Oficial del Estado el 11 de enero de 2017, tras la firma del gobernador Marco Antonio Mena Rodríguez, y entró en vigor al día siguiente.

#### Matrimonio entre personas del mismo sexo
El 2 de octubre de 2009 se presentó al Congreso de Tlaxcala un proyecto de ley para legalizar el matrimonio entre personas del mismo sexo. La propuesta fue bloqueada por legisladores estatales en 2010, y el estado, junto con funcionarios de Guanajuato, Jalisco, Morelos y Sonora, presentaron un recurso judicial formal en contra de la aprobación de una ley de matrimonio entre personas del mismo sexo en la Ciudad de México. En junio de 2011, los activistas cuestionaron por qué no se habían tomado medidas sobre el proyecto de ley. La diputada María Antonieta Stankiewicz Ramírez, del Partido Revolucionario Institucional (PRI), anunció que un proyecto de ley sobre matrimonio entre personas del mismo sexo sería debatido en una comisión del Congreso en algún momento de julio de 2016, aunque no se llevó a cabo ninguna votación. El 13 de octubre de 2017, el Partido Nueva Alianza presentó al Congreso un nuevo proyecto de ley sobre matrimonio entre personas del mismo sexo.
En las elecciones de julio de 2018, el Movimiento de Regeneración Nacional (Morena) y el Partido del Trabajo (PT) obtuvieron la mayoría de los escaños legislativos en el Congreso. Ambos partidos expresaron su apoyo a la legalización del matrimonio entre personas del mismo sexo en sus plataformas partidistas. En octubre de 2018, el diputado Miguel Ángel Covarrubias Cervantes, del Partido de la Revolución Democrática, presentó al Congreso un proyecto de ley sobre matrimonio entre personas del mismo sexo. La legislación fue aprobada por 16 votos contra 3 el 8 de diciembre de 2020. Se publicó en el Diario Oficial del Estado el 24 de diciembre, tras la firma del gobernador Mena Rodríguez, y entró en vigor al día siguiente. La votación en el Congreso fue la siguiente:
| Partido político                     | Miembros | Sí | No | Abstención | Ausentes |
| ------------------------------------ | -------- | -- | -- | ---------- | -------- |
| Movimiento de Regeneración Nacional  | 12       | 8  |    |            | 4        |
| Partido del Trabajo                  | 3        | 2  |    |            | 1        |
| Partido Acción Nacional              | 2        | 1  | 1  |            |          |
| Partido Encuentro Social             | 2        |    | 2  |            |          |
| Partido de la Revolución Democrática | 2        | 2  |    |            |          |
| Partido Revolucionario Institucional | 1        | 1  |    |            |          |
| Movimiento Ciudadano                 | 1        | 1  |    |            |          |
| Partido Verde Ecologista de México   | 1        |    |    |            | 1        |
| Partido Nueva Alianza                | 1        | 1  |    |            |          |
| Total                                | 25       | 16 | 3  | 0          | 6        |

La ley modificó el artículo 42 del Código Civil para que diga:

El matrimonio es la unión de dos personas con su pleno consentimiento, que tiene como objeto realizar la comunidad de vida, en donde ambas se procuran respeto, igualdad y ayuda mutua. Debe celebrarse ante los funcionarios que establece la ley y con todas las solemnidades que ella exige.

## Estadísticas
La siguiente tabla muestra el número de matrimonios entre personas del mismo sexo realizados en Tlaxcala desde 2021 según lo reportado por el Instituto Nacional de Estadística y Geografía.
| Año  | Mismo sexo | Mismo sexo | Mismo sexo | Distinto sexo | Total | % mismo sexo |
| Año  | Femenino   | Masculino  | Total      | Distinto sexo | Total | % mismo sexo |
| ---- | ---------- | ---------- | ---------- | ------------- | ----- | ------------ |
| 2021 | 16         | 6          | 22         | 3318          | 3340  | 0,66%        |

## Opinión pública
Una encuesta de opinión de 2017 realizada por Gabinete de Comunicación Estratégica encontró que el 51% de los residentes de Tlaxcala apoyaban el matrimonio entre personas del mismo sexo, mientras que el 48% se oponía.
Según una encuesta de 2018 del Instituto Nacional de Estadística y Geografía, el 44% de la población tlaxcalteca se oponía al matrimonio entre personas del mismo sexo.